# レーヴディソール
レーヴディソール（欧字名:Rêve d'Essor、2008年4月8日 - ）は、日本の競走馬、繁殖牝馬。
2010年のJRA賞最優秀2歳牝馬、同年の阪神ジュベナイルフィリーズ（GI）優勝馬である。
2011年のチューリップ賞（GIII）では、1.1倍の1番人気に推され、単勝支持率81.4パーセントだった。2005年菊花賞のディープインパクトを上回り、グレード制が導入されて以降、史上最高となる単勝支持率を記録した。

## 経歴

### デビューまで

#### 誕生までの経緯
レーヴドスカーは、フランスで生産された父ハイエストオナーの牝馬である。フランスで競走馬として走り、2000年サンタラリ賞（G1）を優勝した他、ヴェルメイユ賞やオペラ賞でも2着となった。同じ年の10月、イタリアに遠征してジョッキークラブ大賞で2着。そして11月には、日本に遠征してジャパンカップに出走したが、テイエムオペラオーやメイショウドトウ、ファンタスティックライトなどには及ばず7着だった。これを以て引退、10戦1勝だった。
引退後は、イギリスで繁殖牝馬となり、2002年父ドバイミレニアムの初仔を生産。そしてファンタスティックライトと交配した後、日本へもたらされた。北海道の競走馬生産牧場、ノーザンファームに繋養された。父ファンタスティックライトの2番仔を産み落とした後、クロフネと日本で初めてとなる交配をするも不受胎。空胎の1年を挟んだが、2004年から3年間でファルブラヴ、シンボリクリスエス、スペシャルウィークと交配して受胎し、5番仔まで得ていた。
そして2007年は、アグネスタキオンと交配する。アグネスタキオンは、父サンデーサイレンスであり、デビューから4連勝で皐月賞を戴冠した。直後に屈腱炎をきたして無敗のまま引退、2002年から種牡馬として供用されていた。すなわち2007年の春は、初年度と2年目の産駒が活躍中であり、ダイワスカーレットやアドマイヤオーラなどが出世していた。
同じく2007年、GI7勝で父サンデーサイレンスのディープインパクトが、種牡馬として供用されたばかりだった。新進気鋭の種牡馬ディープインパクトに、期待の良血牝馬がさらわれ、アグネスタキオンに集まる牝馬の血統の質が落ちていた。その頃に、レーヴドスカーとアグネスタキオンは、結ばれている。翌2008年4月8日、北海道安平町のノーザンファームにて6番仔となる芦毛の牝馬（後のレーヴディソール）が誕生する。

#### 兄姉
6番仔には5頭の兄姉がおり、うち初仔以外の4頭が日本競馬で競走馬として走っていた。持込馬の2番仔ナイアガラは3歳春のすみれステークスを優勝。そして3番仔レーヴダムールは新馬戦勝利から臨んだ2歳冬の阪神ジュベナイルフィリーズにて、トールポピーに次ぐ2着。4番仔アプレザンレーヴは2009年の青葉賞を優勝。5番仔レーヴドリアンは2010年のきさらぎ賞にてネオヴァンドームに次ぐ2着になる。以上の4頭はいずれも父が異なるが、揃ってオープンクラスまで勝ち上がり、さらにはG1競走出走を果たしていた。

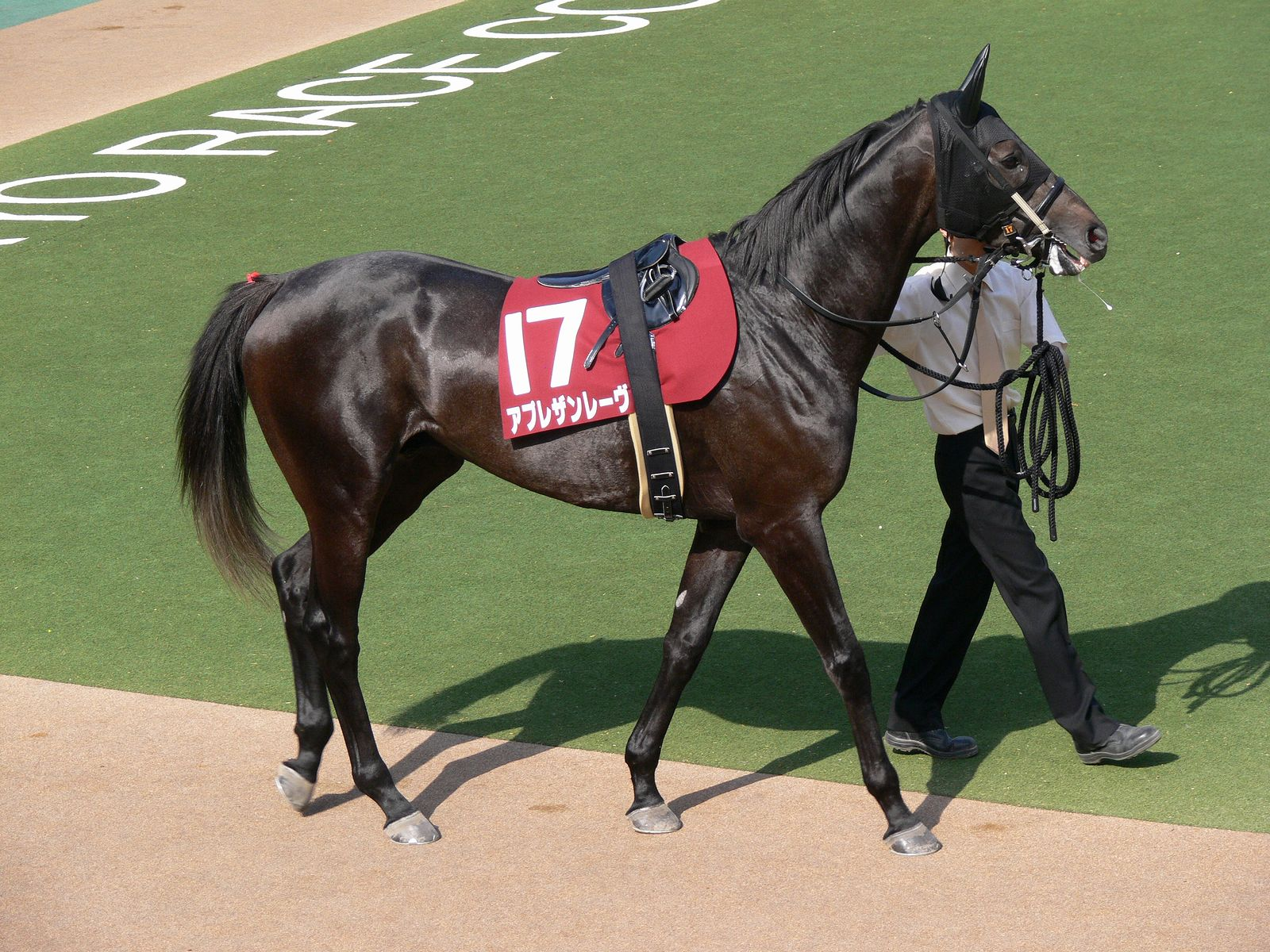
アプレザンレーヴ

しかし兄姉はG1を勝利するまでには至っていなかった。この馬が出るまでの兄姉のG1最高着順は2着であった(兄姉各馬のG1最高着順はナイアガラが11着、レーヴダムールが2着、アプレザンレーヴが5着、レーヴドリアンが4着)。さらにこの兄姉はアクシデントに見舞われることが多かった。ナイアガラは生涯で28レースを走ったが、他は10レースに到達することができなかった。レーヴダムールは阪神ジュベナイルフィリーズで2着の後に蹄の調子が整わず長期休養に入る。その後調教を再開した矢先、骨盤骨折による内出血でショック死。レーヴドリアンは菊花賞でで4着の後腸捻転に伴う盲腸破裂で予後不良、安楽死。アプレザンレーヴは屈腱炎で3歳のうちに引退していた。
これらの悲劇が続く血統の妹である6番仔は、牧場だけではなくファンからの期待も集めていた。牧場関係者の中尾義信によれば、兄姉の経緯から6番仔に「寄せる思いは強」かったという。

#### 幼駒時代
5番仔は、ノーザンファーム系列のクラブ法人である有限会社サンデーレーシングの所有馬となる。愛馬会法人のサンデーサラブレッドクラブにて、一口90万円の全40口、総額3600万円で出資会員を募っている。会員募集のカタログには、このように説明されていた。
5番仔は、フランス語で「飛翔の夢」を意味する「レーヴディソール」という競走馬名を与えられる。レーヴディソールは、兄姉のレーヴダムールやレーヴドリアンなどと同じ、栗東トレーニングセンター所属の調教師松田博資に預けられた。

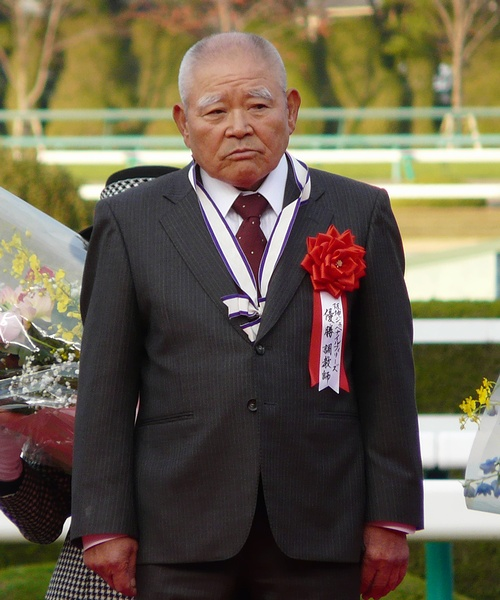
松田博資

5番仔が幼駒である頃、日本競馬で活躍していたのは、同じノーザンファームの生産、サンデーレーシングの所有、松田博資厩舎のブエナビスタである。ブエナビスタは、2009年に牝馬二冠を果たし、後にGI級競走6勝の活躍を見せることとなる。その後輩であるレーヴディソールは、幼駒の頃からブエナビスタと比較されるほどの逸材だった。もっとも大人しさでは、レーヴディソールの方が、牧場スタッフの評価が高かったという。

### 競走馬時代
2010年9月11日、札幌競馬場の新馬戦（芝1500メートル）にてデビュー。中舘英二が騎乗して1.4倍の1番人気で臨んだ。中団追走から直線で抜け出した。ノーザンリバーに1馬身4分の1差をつけ、デビュー戦勝利を果たした。続いて本州に戻り10月16日、牡馬も出走する重賞であるデイリー杯2歳ステークス（GII）に臨む。中舘から福永祐一に乗り替わった。

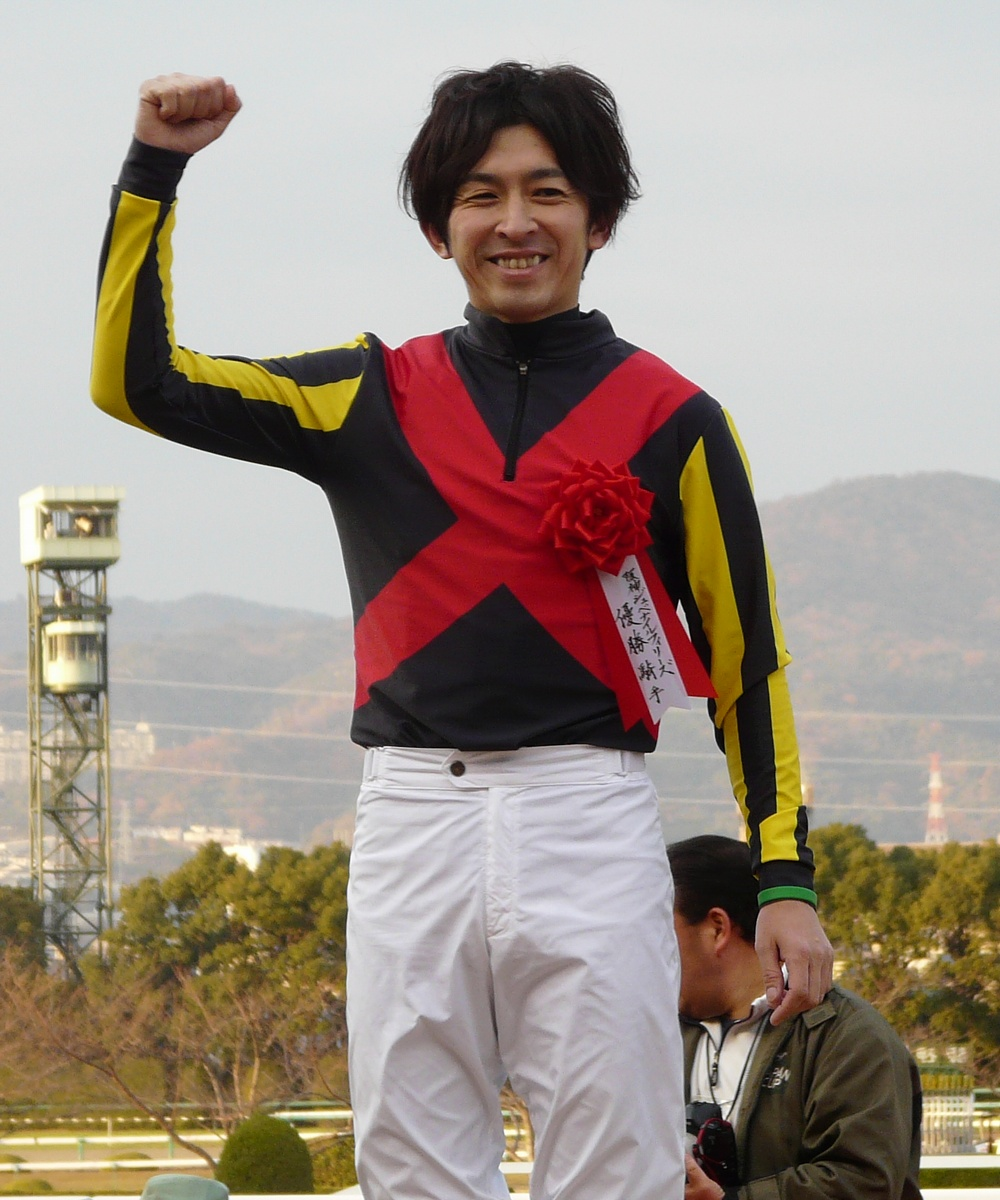
福永祐一

福永は兄レーヴドリアンの主戦騎手だった。デビュー前から松田は、福永の起用を決めており、新馬戦のときには「今週札幌でデビューする馬をよく見ておけ。こっちに帰ってきたらお前（福永）を乗せるから。」と話していた。メイショウナルト、グランプリボス、トップシャイン、アドマイヤサガスなどの11頭の牡馬が立ちはだかり、紅一点だったが、2.4倍の1番人気に支持された。
スタートで出遅れ、そのまま後方追走となる。最終コーナーで大外に持ち出して進出し、直線で末脚を発揮した。逃げるクリーンエコロジー、抜け出しを図ったメイショウナルト、同じく後方から追い込んだアドマイヤサガスが台頭していたが、それを外からまとめて差し切っていた。後方に1馬身4分の1差をつけ、先頭で決勝線を通過した。
重賞初勝利を挙げる。1996年シーキングザパール以来14年ぶりとなる牝馬でのデイリー杯2歳ステークス（当時「デイリー杯3歳ステークス」）優勝、マイルとなった1997年からは初めてとなる牝馬の優勝だった。福永は前々週のシリウスステークスをキングスエンブレムで、前週の毎日王冠をアリゼオで制しており、3週連続重賞勝利だった。

12月12日、阪神ジュベナイルフィリーズ（GI）に臨む。フルゲート18頭立てとなり、ダンスインザムードの仔で2戦2勝のダンスファンタジア、札幌2歳ステークス2着のアヴェンチュラ、芙蓉ステークスでオルフェーヴルを下したホエールキャプチャ、エリモエクセルの仔1戦1勝のリトルダーリンなどが立ちはだかったが、1.6倍の1番人気に支持された。
スタートから出遅れ、中団の後方での待機となる。スローペースを折り合いをつけてスムーズに追走した。直線にて外に持ち出してから、末脚を発揮して追い上げた。内からホエールキャプチャとライステラスが伸びていたが、それらを封じて先着を果たす。ホエールキャプチャに半馬身先に決勝線に到達した。

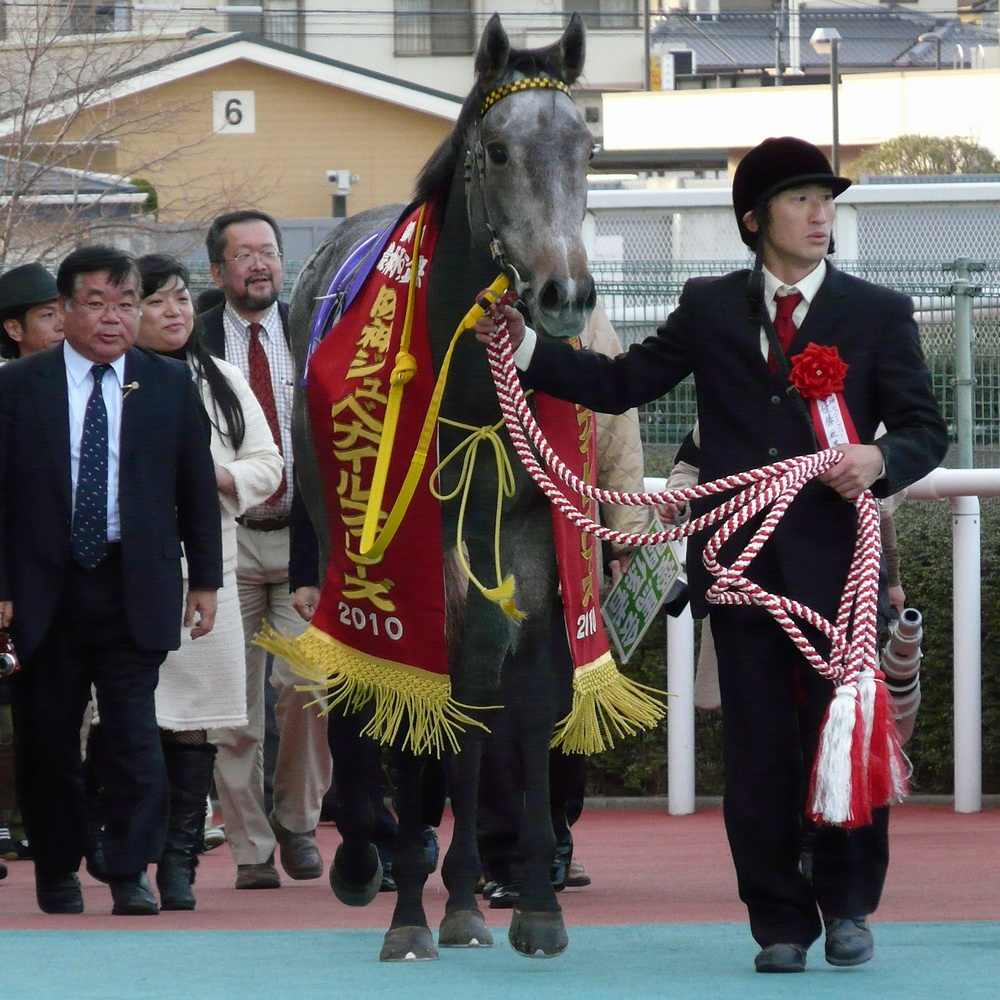
阪神ジュベナイルフィリーズ優勝時

無敗の3連勝でGI戴冠を果たした。2005年テイエムプリキュア以来5年ぶり史上7頭目となる無敗での優勝だった。また1991年ニシノフラワー以来史上2例目となるデイリー杯2歳ステークス優勝後の優勝だった。福永は、2002年ピースオブワールド、松田は2008年ブエナビスタ以来となる阪神ジュベナイルフィリーズ2勝目だった。また2009年NHKマイルカップを制したジョーカプチーノ以来となる芦毛のJRAGI優勝だった。おまけに、2着はホエールキャプチャ、3着はライステラスであり、共に芦毛だった。グレード制を導入した1984年以降史上初めてとなる芦毛によるワンツースリーとなった。この年のJRA賞では、285票中285票、満票で最優秀2歳牝馬に選出された。

年をまたいで2011年は、クラシック参戦を目指す。福永は始動直前の3月1日に、レーヴディソールをこのように評していた。
兄姉は、能力を持ちながら、志半ばで引退に追い込まれる宿命にあったが、福永は、レーヴディソールとそれに抗おうと試みる。レーヴディソールは、強力な末脚を繰り出す身体能力を持ち合わせていた。しかし「ブエナビスタのように、長い間活躍できる馬になってほしい」と述べていた福永は、将来のために、若いうちはその末脚を封印しようと考える。なるべく負担を小さくしつつ、勝利を挙げるという両立を目指していた。
福永は、過去に騎乗したラインクラフトでの経験を活かしている。ラインクラフトは3歳春、トライアルのフィリーズレビューを後方待機からの末脚発揮という負担の大きな勝ち方を披露していた。しかしその結果、疲れが出てしまい、獣医師に負担の小さな、先行好位からの抜け出しを目指すように忠告されていた。そして臨んだ本番の桜花賞、忠告通り好位追走から抜け出して優勝。負担が小さかったことで連戦でき、NHKマイルカップにも出走し優勝、GI連勝を果たしていた。そしてレーヴディソールでも、阪神ジュベナイルフィリーズを小さな負担で優勝していた。おかげでレース後は「ケロッと」（福永）していたという。
3月5日、第一弾桜花賞のトライアル競走であるチューリップ賞（GIII）で始動する。12頭立て、ライステラスとの再戦となる中、1.1倍の1番人気だった。単勝支持率は、2005年菊花賞でディープインパクトの79.0パーセントを上回り、グレード制導入後史上最高となる81.4パーセントだった。スタートから中団後方に位置し、スローペースを追走した。最終コーナーで大外に持ち出しながら追い上げ、すべて差し切り、ライステラスに4馬身差まで突き放した。走破タイムは、過去10年間ではウオッカとダイワスカーレットが争った2007年に次ぐ速さだった。
重賞3勝目を挙げて、桜花賞の優先出走権を獲得する。単勝式は、JRAプラス10が重賞初めて適用されて10円が上乗せされ、配当は、110円だった。この勝利を以て4戦4勝無敗で、4月10日の桜花賞に大本命として向かうはずだった。しかし1週間前の追い切りを行った3月30日に、右橈骨遠位端を骨折する。全治半年以上が判明して、牝馬クラシックへ参戦が不可能となった。4月2日に退厩、北海道苫小牧市の社台ホースクラシックにて骨片除去手術を受けて、放牧となった。参戦が叶わなかった桜花賞は、混戦となったが、2番人気のマルセリーナが優勝している。マルセリーナは、同じ松田厩舎だった。
10月5日、栗東に帰厩する。追い切り2本をこなしたのみで11月13日、エリザベス女王杯（GI）で復帰した。長期休養明けながら、前年優勝のイギリス調教馬スノーフェアリー、同期の秋華賞優勝馬アヴェンチュラに次ぐ3番人気に推されたが11着、初の敗北となった。これを叩き台にして12月18日、愛知杯（GIII）に1.7倍の1番人気で臨む。後方追走から直線で追い込んだが、フミノイマージン、ブロードストリート、コスモネモシンに先着を許す4着だった。年をまたいで古馬となり、2012年1月5日、京都金杯（GIII）での始動が予定されていた。しかし右後ろ脚の飛節をきたして回避。やがて右前脚の剥離骨折も判明した。手術を敢行して、現役復帰を目指したものの断念、競走馬引退となる。2月29日付で日本中央競馬会の競走馬登録が抹消された。

### 繁殖牝馬時代
競走馬引退後は、北海道安平町のノーザンファームで繁殖牝馬となった。2013年から2022年までに二度の不受胎があったものの、8番仔までを儲けている。2014年産の2番仔を除いて、おしなべて競走馬デビューを果たしており、初仔のアラバスター（父:ハービンジャー）は、調教師人生晩年の松田厩舎に属して、新馬戦勝利を挙げている。

## 競走成績
以下の内容は、netkeiba.com並びにJBISサーチの情報に基づく。
| 競走日     | 競馬場 | 競走名           | 格   | 距離 （馬場） | 頭 数 | 枠 番 | 馬 番 | オッズ （人気） | 着順 | タイム （上り3F） | 着差 | 騎手     | 斤量 [kg] | 1着馬 （2着馬）        | 馬体重 [kg] |
| ---------- | ------ | ---------------- | ---- | ------------- | ----- | ----- | ----- | --------------- | ---- | ----------------- | ---- | -------- | --------- | ---------------------- | ----------- |
| 2010.09.11 | 札幌   | 2歳新馬          |      | 芝1500m（良） | 14    | 1     | 1     | 1.4（1人）      | 01着 | 1:32.3 (34.3)     | -0.8 | 中舘英二 | 54        | （ノーザンリバー）     | 458         |
| 0000.10.16 | 京都   | デイリー杯2歳S   | GII  | 芝1600m（良） | 12    | 8     | 12    | 2.4（1人）      | 01着 | 1:33.6 (33.7)     | -0.2 | 福永祐一 | 54        | （アドマイヤサガス）   | 452         |
| 0000.12.12 | 阪神   | 阪神JF           | GI   | 芝1600m（良） | 18    | 6     | 11    | 1.6（1人）      | 01着 | 1:35.7 (33.9)     | -0.1 | 福永祐一 | 54        | （ホエールキャプチャ） | 450         |
| 2011.03.05 | 阪神   | チューリップ賞   | GIII | 芝1600m（良） | 12    | 6     | 8     | 1.1（1人）      | 01着 | 1:34.5 (33.6)     | -0.7 | 福永祐一 | 54        | （ライステラス）       | 460         |
| 0000.11.13 | 京都   | エリザベス女王杯 | GI   | 芝2200m（良） | 18    | 4     | 8     | 7.3（3人）      | 11着 | 2:12.9 (35.2)     | -1.3 | 福永祐一 | 54        | スノーフェアリー       | 480         |
| 0000.12.18 | 小倉   | 愛知杯           | GIII | 芝2000m（良） | 16    | 7     | 13    | 1.7（1人）      | 04着 | 1:59.7 (34.6)     | -0.3 | 福永祐一 | 55.5      | フミノイマージン       | 478         |

## 繁殖成績
|        | 生年   | 馬名                   | 性 | 毛色 | 父               | 馬主                             | 厩舎                           | 戦績       | 供用 | 出典   |
| ------ | ------ | ---------------------- | -- | ---- | ---------------- | -------------------------------- | ------------------------------ | ---------- | ---- | ------ |
| 初仔   | 2013年 | アラバスター           | 牡 | 芦毛 | ハービンジャー   | （有）サンデーレーシング         | 栗東・松田博資 →栗東・池添学   | 6戦1勝     | 抹消 | [ 54 ] |
| 2番仔  | 2014年 | レーヴディソールの2014 | 牡 |      | ハービンジャー   |                                  |                                | 不出走     |      | [ 55 ] |
|        |        | （不受胎）             |    |      | キングカメハメハ |                                  |                                |            |      | [ 3 ]  |
| 3番仔  | 2016年 | レーヴドゥラメール     | 牝 | 芦毛 | ロードカナロア   | （有）サンデーレーシング         | 栗東・松下武士                 | 2戦0勝     | 繁殖 | [ 56 ] |
| 4番仔  | 2017年 | レーヴドゥロワ         | 騸 | 鹿毛 | キングカメハメハ | （有）サンデーレーシング →西村健 | 栗東・池江泰寿 →浦和・小澤宏次 | 4戦0勝     | 抹消 | [ 57 ] |
| 5番仔  | 2018年 | レーヴドモンド         | 牝 | 鹿毛 | キングカメハメハ | （有）サンデーレーシング         | 美浦・古賀慎明                 | 7戦0勝     | 繁殖 | [ 58 ] |
| 6番仔  | 2019年 | レーヴディノエル       | 牝 | 芦毛 | ロードカナロア   | 吉田勝己                         | 栗東・栗田徹                   | 5戦0勝     | 抹消 | [ 59 ] |
|        | 2020年 | （不受胎）             |    |      | モーリス         |                                  |                                |            |      | [ 3 ]  |
| 7番仔  | 2021年 | リアソール             | 牝 | 芦毛 | ロードカナロア   | （有）サンデーレーシング         | 美浦・萩原清                   | 1戦0勝     | 抹消 | [ 60 ] |
| 8番仔  | 2022年 | レーヴディソールの2022 | 牡 | 鹿毛 | ハービンジャー   |                                  |                                |            |      | [ 61 ] |
| 9番仔  | 2023年 | アイキャンストップ     | 牡 | 芦毛 | レイデオロ       | （株）スリーエイチレーシング     | 美浦・宮田敬介                 | デビュー前 |      | [ 62 ] |
| 10番仔 | 2024年 | レーヴディソールの2024 | 牡 | 鹿毛 | リオンディーズ   |                                  |                                |            |      | [ 63 ] |

- 2025年4月18日現在

## 血統表
| レーヴディソールの血統                    | レーヴディソールの血統                               | レーヴディソールの血統             | （血統表の出典）                   | （血統表の出典） |
| 父系                                      | サンデーサイレンス系（ヘイロー系）                   | サンデーサイレンス系（ヘイロー系） | サンデーサイレンス系（ヘイロー系） | [ § 2 ]          |
| 父 アグネスタキオン 1998 栗毛             | 父の父*サンデーサイレンス Sunday Silence 1986 青鹿毛 | Halo                               | Hail to Reason                     | Hail to Reason   |
| 父 アグネスタキオン 1998 栗毛             | 父の父*サンデーサイレンス Sunday Silence 1986 青鹿毛 | Halo                               | Cosmah                             |                  |
| 父 アグネスタキオン 1998 栗毛             | 父の父*サンデーサイレンス Sunday Silence 1986 青鹿毛 | Wishing Well                       | Understanding                      | Understanding    |
| 父 アグネスタキオン 1998 栗毛             | 父の父*サンデーサイレンス Sunday Silence 1986 青鹿毛 | Wishing Well                       | Mountain Flower                    |                  |
| 父 アグネスタキオン 1998 栗毛             | 父の母アグネスフローラ 1987 鹿毛                     | *ロイヤルスキー                    | Raja Baba                          | Raja Baba        |
| 父 アグネスタキオン 1998 栗毛             | 父の母アグネスフローラ 1987 鹿毛                     | *ロイヤルスキー                    | Coz o'Nijinsky                     |                  |
| 父 アグネスタキオン 1998 栗毛             | 父の母アグネスフローラ 1987 鹿毛                     | アグネスレディー                   | *リマンド                          | *リマンド        |
| 父 アグネスタキオン 1998 栗毛             | 父の母アグネスフローラ 1987 鹿毛                     | アグネスレディー                   | イコマエイカン                     |                  |
| 母 *レーヴドスカー Reve d'Oscar 1997 芦毛 | 母の父Highest Honor 1983 芦毛                        | Kenmare                            | Kalamoun                           | Kalamoun         |
| 母 *レーヴドスカー Reve d'Oscar 1997 芦毛 | 母の父Highest Honor 1983 芦毛                        | Kenmare                            | Belle of Ireland                   |                  |
| 母 *レーヴドスカー Reve d'Oscar 1997 芦毛 | 母の父Highest Honor 1983 芦毛                        | High River                         | Riverman                           | Riverman         |
| 母 *レーヴドスカー Reve d'Oscar 1997 芦毛 | 母の父Highest Honor 1983 芦毛                        | High River                         | Hairbrush                          |                  |
| 母 *レーヴドスカー Reve d'Oscar 1997 芦毛 | 母の母Numidie 1993 鹿毛                              | *バイアモン                        | Blushing Groom                     | Blushing Groom   |
| 母 *レーヴドスカー Reve d'Oscar 1997 芦毛 | 母の母Numidie 1993 鹿毛                              | *バイアモン                        | Lodeve                             |                  |
| 母 *レーヴドスカー Reve d'Oscar 1997 芦毛 | 母の母Numidie 1993 鹿毛                              | Yamuna                             | Green Dancer                       | Green Dancer     |
| 母 *レーヴドスカー Reve d'Oscar 1997 芦毛 | 母の母Numidie 1993 鹿毛                              | Yamuna                             | Yeovil                             |                  |
| 母系(F-No.)                               | (FN:1-p)                                             | (FN:1-p)                           | (FN:1-p)                           | [ § 3 ]          |
| 5代内の近親交配                           | Sir Gaylord 5･5＝6.25%（母系）                       | Sir Gaylord 5･5＝6.25%（母系）     | Sir Gaylord 5･5＝6.25%（母系）     | [ § 4 ]          |
| 出典                                      | 1. 2. 3. 4.                                          | 1. 2. 3. 4.                        | 1. 2. 3. 4.                        | 1. 2. 3. 4.      |